# Syracuse Centennials
I Syracuse Centennials sono stati una franchigia di pallacanestro della EBA, con sede a Syracuse, nello Stato di New York, attivi tra il 1976 e il 1977.
Fallirono prima della fine della loro unica stagione. Terminarono l'attività con un record di 8-9 e vennero classificati all'ultimo posto.

## Stagioni
| Stagione | Lega | Denominazione        | V | P | %    | Piazzamento | Play-off |
| -------- | ---- | -------------------- | - | - | ---- | ----------- | -------- |
| 1976-77  | EBA  | Syracuse Centennials | 8 | 9 | 47,1 | 7º          | -        |